# 拉帕尔马-德塞尔韦略
拉帕尔马-德塞尔韦略，是西班牙加泰罗尼亚巴塞罗那省的一个市镇。总面积5.41平方公里，总人口2991人（2013年），人口密度553人/平方公里。